# Настасьино (Дмитровский городской округ)
Настасьино — деревня в Дмитровском районе Московской области, в составе городского поселения Дмитров. Население — 110 чел. (2010). До 2006 года Настасьино было центром Настасьинского сельского округа.

## Расположение
Деревня расположена в центральной части района, примерно в 3 км западнее Дмитрова, на правом берегу безымянного ручья, левого притока Яхромы, высота центра над уровнем моря 183 м. Ближайшие населённые пункты — примыкающее на юге Ревякино, Волдынское в 500 м на востоке, Муравьево на другом берегу ручья и Малые Дубровки в 200 м на север.

## Население
| 2002 | 2006 | 2010 |
| ---- | ---- | ---- |
| 187  | ↘136 | ↘110 |